# Geir Karlstad
Geir Karlstad, né le 7 juillet 1963 à Lillestrøm, est un ancien patineur de vitesse norvégien.

## Biographie
Aux Jeux olympiques d'hiver de 1992 organisés à Albertville en France, Geir Karlstad remporte la médaille d'or au 5 000 mètres et le bronze au 10 000 mètres, lors de sa troisième et dernière participation aux Jeux d'hiver. Il obtient également la médaille de bronze aux Championnats du monde toutes épreuves à Oslo en 1989. En 1986, il a été récompensé par le Prix Oscar Mathisen décerné au meilleur patineur de vitesse de l'année et s'est reconverti en tant qu'entraîneur après sa carrière sportive.

## Palmarès
| Compétition                           | Or             | Argent     | Bronze          |
| Jeux olympiques                       | 1992 (5 000 m) |            | 1992 (10 000 m) |
| Championnats du monde toutes épreuves |                |            | 1989            |
| Championnats d'Europe toutes épreuves |                |            | 1989            |
| Coupe du monde (5 000 m - 10 000 m)   | 1987, 1992     | 1989, 1990 |                 |

## Records personnels
| Distance      | Temps          | Année |
| ------------- | -------------- | ----- |
| 500 mètres    | 39 s 41        | 1992  |
| 1 000 mètres  | 1 min 22 s 5   | 1981  |
| 1 500 mètres  | 1 min 55 s 24  | 1992  |
| 5 000 mètres  | 6 min 43 s 59  | 1988  |
| 10 000 mètres | 13 min 48 s 29 | 1992  |

en gras : ancien record du monde